# محمد عبد العزيز تشيكو
محمد عبد العزيز تشيكو (14 ديسمبر 1985 بالجزائر في الجزائر - ) هو لاعب كرة قدم جزائري في مركز الهجوم. لعب مع أولمبي المدية ورائد القبة وشباب أوراس باتنة وشبيبة الساورة وشبيبة القبائل ونادي الرغاية.

## وصلات خارجية
- محمد عبد العزيز تشيكو على موقع قاعدة بيانات كرة القدم.إي يو (الإنجليزية)
- محمد عبد العزيز تشيكو على موقع Soccerway.com (الإنجليزية)